# Богодаровка (Кропивницкий район)
Богода́ровка (укр. Богодарівка) — село в Компанеевской поселковой общине Кропивницкого района Кировоградской области Украины.
До 2020 года входило в Компанеевский район
Население по переписи 2001 года составляло 28 человек. Почтовый индекс — 28433. Телефонный код — 5240. Код КОАТУУ — 3522885803.